# 스페인 왕위 계승 전쟁

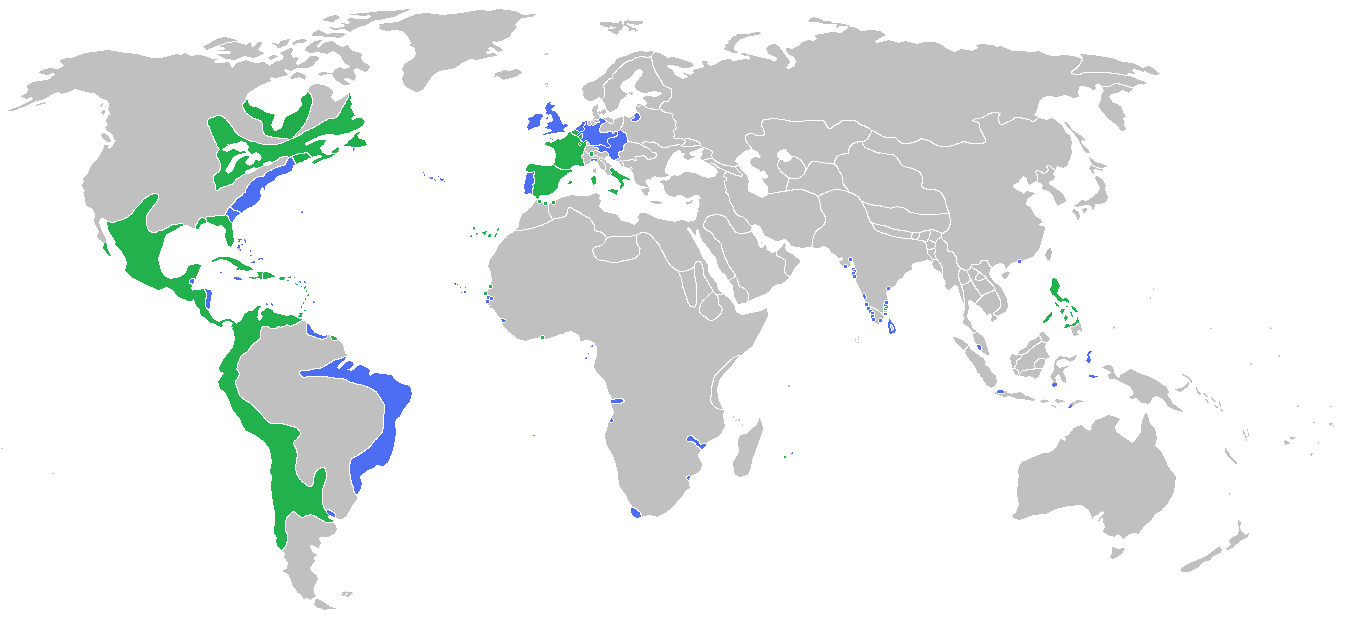
스페인 왕위 계승 전쟁의 참전국.

스페인 왕위 계승 전쟁 (1701년 ~ 1714년)에서 유럽의 주요 열강들은 힘을 합쳐 프랑스가 스페인의 왕위를 계승하려는 것을 막아 유럽의 힘의 균형을 바꾸어 놓았다. 관련된 분쟁으로 헝가리의 라코치 독립 전쟁, 프랑스 남부의 세벤 전쟁, 북아메리카의 앤 여왕 전쟁, 인도 식민지의 소규모 분쟁 등이 있다. 이 전쟁에서 빌라르 공작, 스튜어트 왕가의 지지자 베릭 공작, 말버러 공작, 사부아 공자 외젠 등 뛰어난 장군들의 군사적 지도력이 두드러졌다.
1700년, 스페인의 카를로스 2세(재위 1665~1700)가 사망하고 합스부르크 왕가인 그의 모든 영토를 ―스페인의 공주이자 프랑스의 왕 루이 14세(재위 1643~1715)의 아내인 오스트리아의 마리 테레즈의 요구에 따라― 루이 14세의 손자 앙주 공작 필리프(Philip, duc d'Anjou)에게 물려주면서, 부르봉 왕가의 필리프는 펠리페 5세(재위 1700~24, 1724~46)가 되었다. 전쟁은 스페인 왕위에 대한 합스부르크 왕가의 권리를 주장하기 위해 신성 로마 제국 황제의 레오폴트 1세(재위 1658~1705)가 스페인 왕위의 계승권을 주장하면서 서서히 시작되었다. 그러나 루이 14세가 그의 영토확장을 위한 공세를 강화했을 때 다른 유럽 국가(영국을 주도로, 포르투갈과 네덜란드 공화국) 역시 프랑스의 영토 확장을 제어하기 위해 신성 로마 제국 측에 참여하였다. 다른 국가들도 새로운 영토를 확보하거나, 지금 소유하고 있는 영토를 지키기 위해 프랑스와 스페인에 대항하는 연합군에 참여하였다. 전쟁은 유럽만이 아니라 영국 식민지 주민들이 프랑스 식민지 주민(corsairs)과 스페인령인 남미 북안(Spanish Main)에 거점을 둔 사략선, 해적선과 싸운 앤 여왕 전쟁도 동시에 벌어졌다. 이들 전쟁의 결과로 인하여 400,000명 정도의 사람들이 사망하였다.
전쟁은 위트레흐트 조약(1713)과 라슈타트 조약(1714)으로 종결되었다. 이 조약들로 펠리페 5세는 스페인의 왕좌를 지켰으나, 프랑스의 왕위는 계승할 수 없게 되었고, 따라서 두 왕국이 합쳐질 위험은 사라졌다. 오스트리아는 이탈리아와 네덜란드에서 스페인이 소유한 영토의 대부분을 확보하게 되었다. 결과적으로 중부 유럽에 대한 프랑스의 헤게모니는 종결되었으며, 힘의 균형에 대한 생각은 위트레흐트 조약에서 언급된 이후부터 국제적인 질서의 일부가 되었다.

## 배경

루이 14세 (1638년–1715년), Hyacinthe Rigaud 작(1701년).

스페인의 카를로스 2세는 아주 어릴 적부터 정신적으로나 육체적으로나 약한 사람이었기 때문에, 그가 후계자를 낳지 못할 것이라는 것은 확실했다. 그러므로 스페인만이 아니라 이탈리아와 저지대 국가, 그리고 아메리카의 주도권을 물려받는 스페인의 왕위 계승에 관한 문제는 중요한 문제가 되었다. 두 왕조가 스페인의 왕권을 주장하였다. 그들은 프랑스의 부르봉 왕가와 오스트리아의 합스부르크 왕가로 이들 왕조는 스페인의 왕위와 밀접하게 연관되어 있었다.
가장 직접적이고 정당한 후계자는 루이 14세와 카를로스 2세의 이복 누나인 스페인의 공주 마리아 테레사 사이에서 태어난 유일한 합법적인 아들 프랑스의 왕세자 루이(1661~1711)였다. 여기에 더해 루이 14세의 어머니 오스트리아의 앤(1601~66)이 카를로스 2세의 아버지인 펠리페 4세(1605~1665)와는 남매지간이므로, 루이 14세는 자신의 아내 마리아 테레사 및 카를로스 2세와는 사촌이기도 하였다. 다음 프랑스의 왕위를 계승할 것이 분명한 프랑스의 왕세자가 덧붙여 스페인의 왕위까지 계승하는 것은 다른 유럽인들이 보기에 매우 곤란한 선택이었는데, 그가 프랑스와 스페인의 왕국들을 상속한다면, 그는 광대한 영토를 차지하게 되고, 이는 유럽의 힘의 균형을 위협하기 때문이다. 게다가 앤과 마리아는 그들의 결혼으로 인해 스페인의 계승권을 상실했다. 그러나 후대의 경우를 볼 때 계승권의 포기는 그것이 전혀 지불되지 않았던 스페인의 공주의 지참금을 염두에 둘 때, 전체적으로 별 의미가 없이 보였다.
대안으로 생각해 볼 수 있는 경쟁자는 신성로마제국 황제이자 오스트리아-합스부르크 왕조의 레오폴트 1세(재위 1658~1705)였다. 그는 스페인 왕과는 사촌지간이었을 뿐 아니라 여기에 덧붙여 카를로스 2세의 아버지 펠리페 4세는 그의 의지로 오스트리아의 계승권을 받았던 적이 있었다. 경쟁자 역시 무시무시한 문제점을 가지고 있었는데, 레오폴트의 계승은 16세기의 강대한 스페인-오스트리아 합스부르크 제국의 재결합을 의미하기 때문이다. 1668년 카를로스 2세가 즉위한 지 불과 3년 후에 펠리페 4세가 카를로스 2세를 모든 영토의 계승자로 인정했음에도 불구하고 레오폴트는 스페인의 영토를 부르봉 왕가와 합스부르크 왕가가 분할하는 데 합의했었다. 그러나 1689년 영국의 윌리엄 3세가 황제에게 프랑스에 대항하는 대동맹 전쟁에 참여할 것을 요청했을 때, 윌리엄 3세는 스페인 제국 전 영토에 대한 황제의 권리주장을 도울 것을 약속했다.

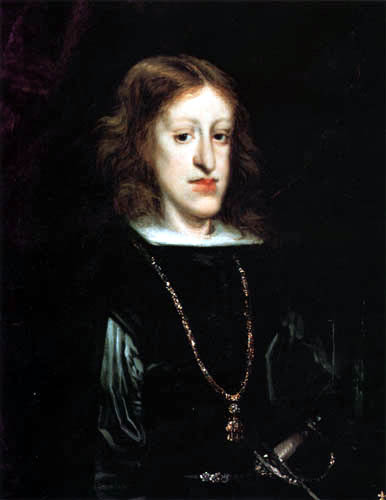
스페인의 마지막 합스부르크 왕 카를로스 2세. 나중에 그의 죽음으로 인해 스페인 제국을 계승하기 위한 프랑스와 오스트리아 사이에서 전쟁이 벌어졌다.

스페인의 왕위에 대한 새로운 경쟁자는 1692년에 태어난 바이에른의 선제후 요제프 페르디난트(1692~1699)였다. 요제프 페르디난트는 레오폴트 1세의 외손자였기 때문에 그는 합스부르크 왕조가 아니라 비텔스바흐 왕가에 속해 있었다. 그의 어머니 마리아 안토니아(1669~1692)는 황제 레오폴트 1세와 그의 첫 번째 부인 마르가리타 테레사(1651~1673)와의 사이에서 태어난 딸이었다. 요제프 페르디난트는 부르봉 왕가도 합스부르크 왕가도 아니었기 때문에 스페인이 프랑스나 오스트리아와 합병할 가능성은 낮았다. 비록 레오폴트 1세와 루이 14세 모두 그들의 계승권을 자손들에게 미루고 있었지만, 바이에른의 공작은 경쟁자들에게 덜 위협적인 상태로 남아 있었다. 따라서 그는 곧 영국과 네덜란드가 선호하는 계승자가 되었다. 게다가 요제프 페르디난트는 펠리페 4세의 의지에 따라 스페인 왕위의 적법한 계승자가 되었다.
대동맹 전쟁(1688~)이 1697년에 종결했을 때, 스페인 왕위 계승과 관련된 문제는 결정적인 것이 되었다. 전투로 지친 영국과 프랑스는 스페인의 왕위를 요제프 페르디난트가 계승하고, 이탈리아와 저지대의 스페인 영토를 프랑스와 오스트리아가 분할한다는 제1차 분할 조약(1698, First Partition Treaty)에 합의하였다. 이 결정은 그들의 제국을 분할하는 데 격렬히 저항하는 스페인의 의견을 묻지 않고 체결되었다. 게다가 조약이 1698년 세간에 알려졌을 때, 카를로스 2세는 바이에른의 선제후 요제프 페르디난트를 영국과 프랑스가 선택한 땅만이 아니라 전 스페인 제국의 계승자로 인정하였다.

스페인 왕위 계승 전쟁 왕위 계승도

그러나 1699년 어린 바이에른의 공작이 천연두로 갑작스럽게 사망하자, 스페인의 왕위 계승에 관한 문제가 다시 불거지게 되었다. 영국과 프랑스는 스페인의 왕권을 카를 대공에게 넘기고, 이탈리아 영토는 프랑스가 차지하고, 카를 대공은 나머지 스페인 영토를 획득하는 내용의 제2차 분할 조약(Second Partition Treaty)을 체결하였다. 조약에 참여하지 않았던 오스트리아는 불쾌해 했는데, 그들은 전 스페인 영토에 대해 열린 상태에서 경쟁하여 그들이 가장 관심 있어 하는 영토인 이탈리아 영토를 차지하고 싶어 했기 때문이다. 이러한 협정에 싫증을 내던 스페인은 더 심했는데, 국내의 사람들은 분할에 반대하는 데는 통일되어 있었으나, 왕위를 부르봉이 계승할 것인가, 합스부르크가 계승할 것인가에 대해서는 분열되어 있었다. 그러나 프랑스를 지지하는 이들이 다수를 이루었다. 그리고 1700년 10월 카를로스 2세는 그의 영토를 프랑스 왕세자의 둘째 아들 앙주 공작에게 물려주는 데에 동의했다. 카를로스 2세는 프랑스와 스페인이 합병되는 것을 막기 위해 앙주 공작이 프랑스의 왕위를 계승할 경우 스페인의 왕위는 앙주 공작의 동생 베리 공작(duc de Berri)에게 돌아가야 한다고 주장하였다. 앙주와 그의 동생 이후에야 카를 대공은 왕위 계승권자가 될 수 있었다.

## 서막
프랑스 왕국이 이 유언을 알았을 때, 루이 14세의 조언자들은 스페인 전토에 대한 계승권을 주장하면서 전쟁의 위험을 감수하는 것보다는 1700년에 체결된 제2차 분할 조약을 받아들이는 것이 안전하다고 루이 14세를 설득하였다. 그러나 프랑스의 외무장관 투르시 후작 장바티스트 콜베르(Jean-Baptiste Colbert de Torcy)는 프랑스가 스페인의 전토 또는 일부를 계승하더라도 1700년에 체결된 제2차 분할 조약에 명시된 분할을 받아들이지 않는 오스트리아와 어쩔 수 없이 전쟁상태에 돌입할 것이라고 주장하였다. 게다가 카를로스 2세의 유언은 앙주가 스페인 전토를 계승하지 않으면, 다른 어느 곳도 계승하지 못할 것이라고 명시해놓고 있었다. 만약 거절한다면, 앙주의 동생 베리 공작 샤를에게 스페인 전토의 계승권이 주어지고, 만약 샤를도 이를 거부한다면 오스트리아의 카를 대공이 계승하게 되어 있었다. 영국과 네덜란드 같은 해양의 강대국들은 분할 조약을 따르지 않으려는 오스트리아와 스페인에게 조약을 강요하기 위해 프랑스가 오스트리아, 스페인과 전쟁을 벌이더라도 참여하지 않는다는 것을 알고 루이 14세는 그의 손자가 스페인의 왕위를 계승하는 것을 받아들였다. 카를로스 2세는 1700년 11월 1일 사망했고, 11월 24일 루이 14세는 앙주 공작을 스페인의 왕으로 선언하였다. 새로운 왕 펠리페 5세는 제2차 분할 조약의 규정에 반대하여 전 스페인 제국의 지배자로 선언하였다. 그러나 영국의 윌리엄 3세(재위 1689~1702)는 프랑스에 대한 전쟁을 선언하지 않았는데, 그는 영국과 네덜란드 모두에서 정책을 결정하는 엘리트 계층의 지지를 얻지 못했기 때문이다. 그는 내키지 않으면서도 1701년 4월 펠리페를 왕으로 인정하였다.

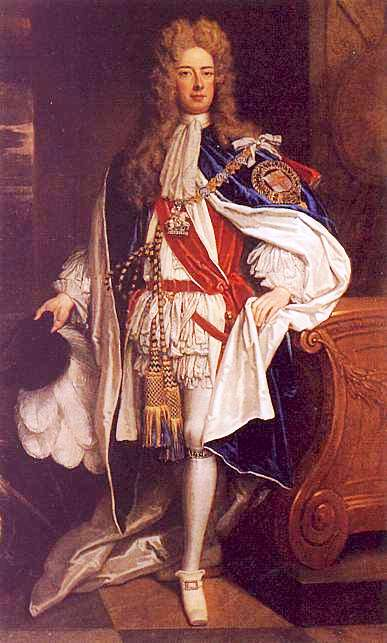
영국, 네덜란드와 독일 군대의 사령관이 된 말버러 공작. 그는 블레넘 전투에서 프랑스와 바이에른을 괴롭히고 패배시켜 궤멸시켰다.

그러나 루이는 유럽에서 프랑스의 헤게모니를 확고히 하려는 노력을 더 공세적으로 취하기 시작했다. 그는 스페인과의 교역에서 영국과 네덜란드를 배제하였고, 이로 인해 양국은 심각한 상업적 이익 침해를 받았다. 윌리엄 3세는 그의 신하들에게 지지를 구하는 한편, 네덜란드와 오스트리아와 함께 덴 하그 조약(Treaty of Den Haag)을 체결하였다. 1701년 9월 7일에 이루어진 합의는 펠리페 5세를 스페인의 왕으로 인정하나 오스트리아에게 그들이 가장 열망하던 영토인 이탈리아의 스페인 영토를 할양하고, 또 스페인령 네덜란드에 오스트리아 군대를 받아들이게 하여 이곳에서 프랑스의 세력 확대를 막게 하였다. 영국과 네덜란드는 이러는 동안 스페인에 대한 그들의 상업적 권리를 탈환하기로 하였다.
조약이 체결된 지 얼마 후 영국의 전 국왕 제임스 2세가 프랑스에서 죽었다. 비록 루이 14세는 리스비크 조약(Treaty of Ryswick)에서 윌리엄을 영국의 왕으로서 대우했지만, 그는 이제 제임스 2세의 아들 제임스 프란시스 에드워드 스튜어트(James Francis Edward Stuart; "오래된 왕위요구자"(Old Pretender))를 새삼스럽게 정당한 왕위 계승자로 인식하게 되었다. 영국과 네덜란드는 이미 군대를 일으킬 준비가 되어 있었다. 루이 14세의 행동은 영국의 정계를 더욱 프랑스와 소원하게 하였고, 윌리엄 3세에게 전쟁을 일으킬 기반을 마련해주었다. 사부아 공자 외젠이 지휘하는 오스트리아군이 프랑스의 개입을 촉구하기 위해 이탈리아에 있는 스페인의 영토 중 하나인 밀라노 공국(Duchy of Milan)을 침범한 때부터 무장 교전이 서서히 일어나기 시작했다. 영국과 네덜란드 그리고 대부분의 독일 국가는 오스트리아 편에 붙었으나 바이에른와 쾰른의 비텔스바흐 선제후가문과 포르투갈 왕국, 그리고 사보이아 공국은 프랑스와 스페인을 지지했다. 스페인에서는 아라곤과 발렌시아, 카탈로니아 왕가는 그들을 카를 대공의 지지자로 선언했다. 1702년 윌리엄 3세가 죽은 후에도 그의 계승자인 앤 여왕은 그의 보좌역인 고돌핀(Godolphin)과 말버러 공작의 지도하에 열정적으로 전쟁을 계속했다.

## 초기 전투: 1701년-1703년

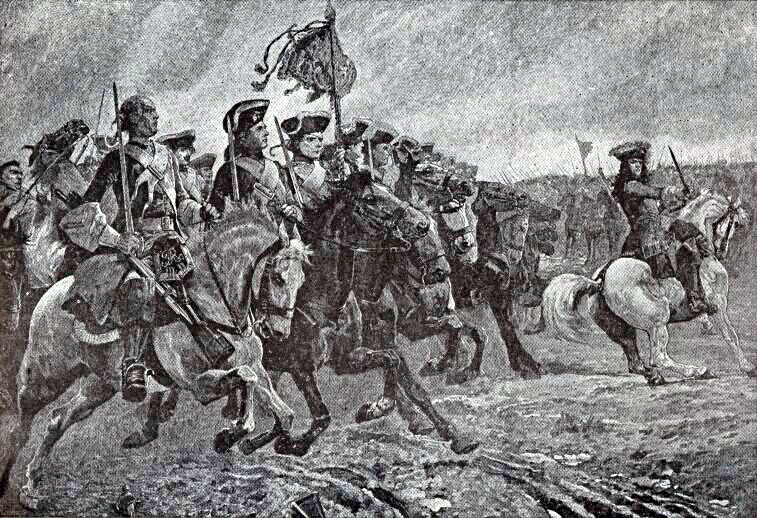
빌라르 공작이 이끄는 그의 기병대가 승리를 이끈 전투인 프리들링겐 전투.

1702년 이탈리아에서 외젠 공작은 프랑스군을 지휘하는 빌레루아 공작을 2월 1일 크레모나 전투에서 패배시키고 그를 사로잡았다. 빌레루아를 대신해 방돔 공작이 지휘를 맡아 8월 루차라 전투에서 대등한 승부를 벌이고, 상당한 수적우위를 지니고 있었음에도 불구하고 외젠 공작을 이탈리아에서 쫓아내지 못했다.
그러는 동안 말버러(Marlborough) 공작은 저지대 국가 지역에서 영국, 네덜란드, 독일의 군세로 구성된 군대를 지휘하여, 가장 강력한 리에주 요새를 포함한 몇 개의 중요한 요새를 점령하였다. 라인 강가에서 바덴의 루트비히 휘하의 황제군은 9월 란다우를 점령하였으나, 바이에른의 선제후가 프랑스 측으로 참여함으로써 알자스에 대한 위협이 확고해졌다. 바덴의 루트비히 공은 라인강을 건너 퇴각해야했으며, 이곳 프리들링겐에서 클로드 루이 엑토르 드 빌라르가 지휘하는 프랑스군에게 패배하였다. 영국의 제독 조지 루크(George Rooke)는 중요한 해전인 비고 만 해전에서 승리하여 스페인의 보물 운송선을 완벽히 파괴하고, 많은 은을 획득했다.
다음해 비록 말버러 공작이 본을 점령하여 쾰른의 선제후를 추방하였지만, 그는 앤트워프를 함락하는 데 실패했고, 프랑스군은 독일에서 성공을 거두었다. 빌라르와 바이에른의 막스밀리안 에마누엘이 지휘하는 프랑스-바이에른 연합군은 바덴의 루트비히와 헤르만 스티럼(Hermann Styrum)이 지휘하는 황제군을 격파하였으나, 선제후는 겁을 먹어 빈으로의 진군을 막았고 이로 인한 갈등은 빌라르로 하여금 사직하게 하였다. 그러나 프랑스군은 남부 독일의 팔츠에서 카미유 드 탈라르가 지휘하는 지원 부대가 계속적으로 승리를 거두었다. 프랑스군 사령관들은 다음해에 프랑스-바이에른 연합군이 오스트리아의 수도 빈을 점령한다는 장대한 계획을 구성하였다. 그러나 1703년 말, 프랑스군은 포르투갈과 사보이아의 동맹이탈로 인해 다른쪽에 약점을 가지게 되어, 이로 인해 고생하였다. 그러는 동안 전에는 필리프가 계속 스페인의 왕위를 유지해야 한다고 보았던 영국은 이제 그들의 상업적 이익이 카를 대공(Archduke Charles) 아래에서 좀 더 공고해질 것이라고 생각하기 시작했다.

## 중간 단계: 1704년-1709년

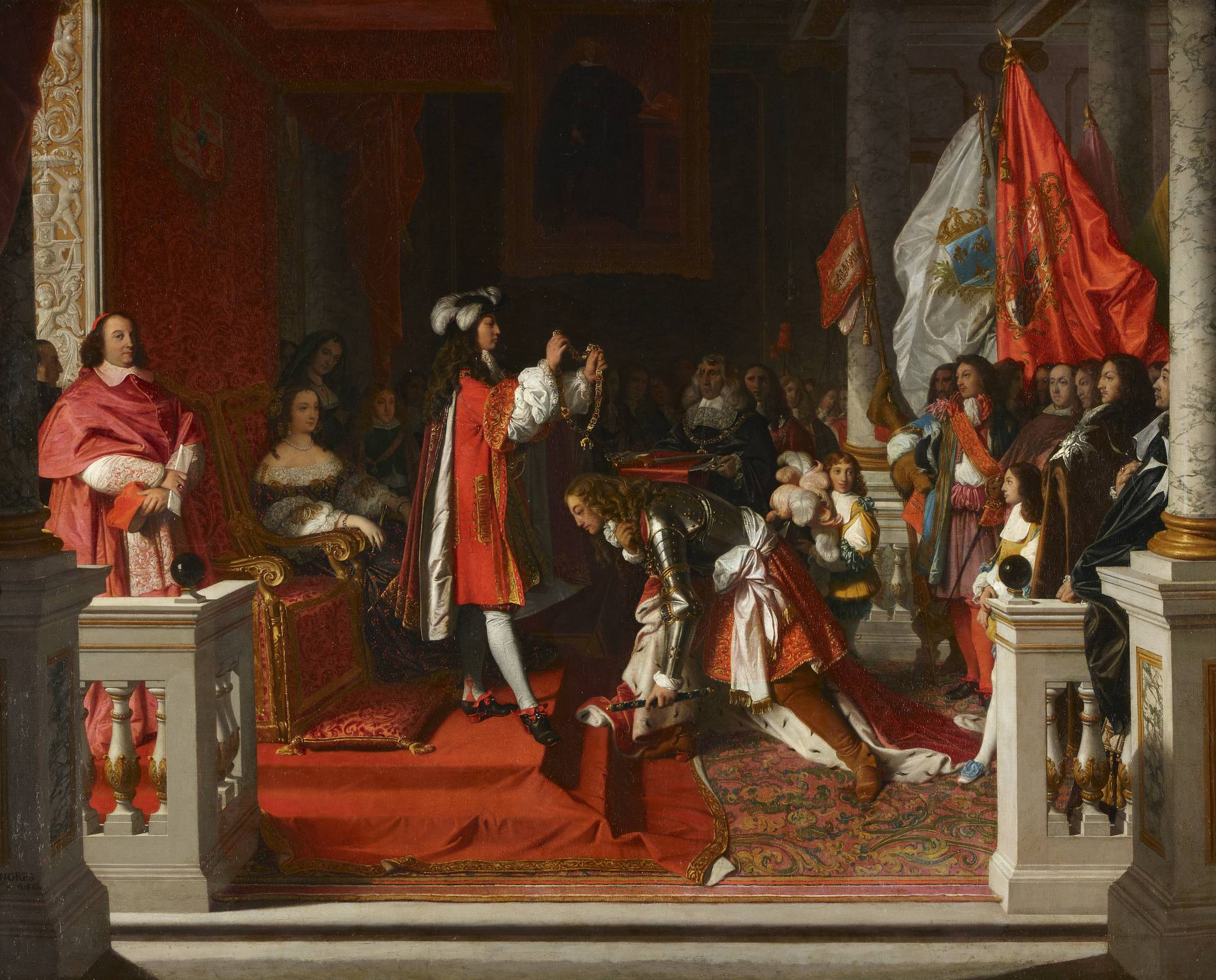
알만사 전투에서 동맹군을 확실하게 물리쳐 스페인의 펠리페 5세의 왕위를 지켜낸 공적으로 루이 14세로부터 프랑스의 귀족 피츠-제임스 공작작위를 하사받는 제임스 피츠제임스. Jean Dominique Auguste Ingres의 그림.

1704년 프랑스군은 네덜란드에 있는 빌레루아의 군대가 말버러 공작의 군대를 붙잡아 두는 동안, 탈라르와 막스밀리안 에마누엘과 빌라르의 대리를 맡게 된 페르디낭 드 마르생 휘하의 프랑스-바이에른 연합군은 빈으로 진군하기로 작전을 계획했다.
저지대에 자신들의 군세를 머물게 하고 싶어하던 네덜란드 정부의 소망을 무시한 체, 말버러 공작은 영국과 네덜란드군을 독일을 향해 남쪽으로 돌렸다. 그러는 동안 외젠 공작은 이탈리아에서 오스트리아군을 이끌고 북상했다. 말버러 공작과 외젠 공작이 보인 이러한 움직임은 프랑스-바이에른 연합군이 빈으로 진격하는 것을 막기 위해서였다. 두 군세는 합류한 후에 탈라르가 지휘하는 프랑스군과 블레넘 전투에서 대결을 벌였다. 이 전투는 말버러 공작과 외젠 공작의 공적을 널리 알렸고, 바이에른 선제후국을 전쟁에서 이탈하게 만들었다. 이 해에 영국은 카를 대공의 원조로 헤센-다름슈타트의 게오르그 공작(Prince George of Hesse-Darmstadt) 휘하의 네덜란드 군의 지원을 받아 스페인의 지브롤터를 점령하는 또다른 중요한 군사적 성공을 거두었다.
블레넘 전투 이후, 말버러 공작과 외젠 공작은 다시 헤어져서 말버러 공작은 저지대로, 외젠 공작은 이탈리아로 향했다. 1705년, 동맹군과 프랑스군 사이에 어떤 전역에서도 별다른 사건은 일어나지 않았다. 말버러 공작은 모젤(Moselle)강을 따라 프랑스를 공격하려 했지만, 아무것도 이루지 못했다. 그는 빌레루아의 군대를 기습하고 브라반트 방어선(Lines of Brabant)을 돌파했지만, 프랑스의 장군을 전장에 나오도록 도발하는 데에는 실패했다. 빌라르와 바덴의 루트비히는 라인 강 유역에서 결정적인 움직임을 보이지 않았고, 이는 이탈리아에서 방돔과 외젠 공작 역시 마찬가지였다. 1706년 이러한 상황은 급변한다. 말버러 공작은 5월 라미예 전투에서 빌레루아 휘하의 프랑스군을 결정적으로 격파하고 잇달아 앤트워프와 됭케르크를 점령함으로써, 스페인령 네덜란드에서 프랑스군을 몰아내었다. 외젠 공작도 승리를 거두었다. 9월, 방돔이 라미예전투 이후 궤주당한 네덜란드의 프랑스군을 집합시키기 위해 이탈리아를 떠나자 그와 사보이아 공작은 오를레앙과 마르생이 지휘하는 프랑스군을 투린의 전투에서 격파하여 심각한 피해를 주고 그해 말, 이들을 이탈리아에서 쫓아내었다.
이제 프랑스군은 독일, 저지대, 이탈리아에서 격퇴 당하였고, 다음해에 스페인이 전쟁의 중심지역이 되었다. 1706년 포르투갈의 장군 미나스 후작(Marquês das Minas)은 포르투갈에서 스페인을 침략하여 마드리드를 점령하려 하였다. 그러나 그해 말, 마드리드는 국왕 펠리페 5세와 베릭 공작(Duke of Berwick)에 의해 점령되어 있었다. 골웨이는 1707년 다시금 마드리드를 점령하려 하였다. 그러나 베릭은 4월 25일 알만사 전투에서 그를 완전히 격멸하였다. 그러므로 스페인에서의 전쟁은 더 이상 대규모의 전투는 벌어지지 않고, 결정적이지 않은 소규모 교전들만이 계속되었다.

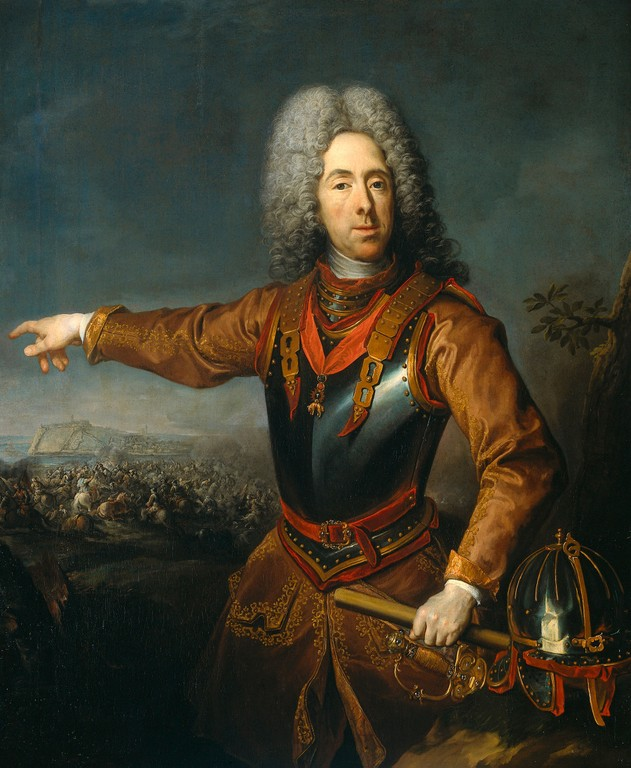
위대한 합스부르크 군사령관 사부아 공자 외젠. 말버러 공작과 함께 그는 블레넘, 오우데나르데와 말플라크에서 싸웠다. Jacob van Schuppen의 그림.

1707년 스페인 왕위 계승 전쟁은 잠시 북부유럽에서 동시에 벌어진 대북방 전쟁과 교차된다. 칼 12세 휘하의 스웨덴 군은 작센에 도착했고, 여기서 그는 아우구스트 2세를 격파하고, 폴란드의 왕위에 대한 그의 주장을 철회할 것을 강요했다. 프랑스와 동맹군은 카를의 진영에 사절을 보냈다. 그리고 프랑스군은 그로 하여금 아우구스트에 대해 황제가 지원한 것에 대하여 카를이 별로 좋지 않은 감정을 가지고 있던, 황제 요제프 1세에 대하여 군대를 일으켜주길 바랐다. 그러나 카를은 스스로를 프로테스탄트의 수호자로 자처했기 때문에 프랑스의 신교도인 위그노에 대한 처우 때문에 루이 14세를 그다지 좋아하지 않았고 일반적으로 서방의 전투에 대해서 대해서 별 흥미가 없었다. 그는 러시아로 그의 관심을 돌려버렸고, 스웨덴의 전쟁개입 가능성은 사라졌다.
1707년 후반, 외젠 공작은 이탈리아로부터 남프랑스에 대한 동맹군의 공격을 주도하였으나, 프랑스군에 의해 저지되었다. 이때 말버러 공작은 저지대에 머물러 있었는데, 그곳에서 그는 끝없이 무수한 요새들을 점령하고 있었다. 1708년 말버러 공작의 군세는 프랑스군과 마주쳤는데 이들은 심각한 지도력 문제를 지니고 있었다. 프랑스군의 사령관 부르고뉴 공작(Duke of Burgundy)과 방돔 공작은 부르고뉴 공작이 종종 어리석은 군사적 결정을 내렸기 때문에, 자주 불화를 일으켰다. 부르고뉴의 존재는 프랑스군이 말버러 공작과 외젠 공작이 다시 합류하는 동안 단 한 번의 공격도 하지 못하게 만들었고 이는 동맹군이 릴의 요새를 함락하기 전, 오우데나르데 전투에서 프랑스군을 격파하게 하였다. 이탈리아에서 오스트리아는 1708년 포를리 시를 공략하였다.
오우데나르데와 릴의 재난은 프랑스로 하여금 파국에 직면하게 하였다. 루이 14세는 협상을 할 수밖에 없었다. 그는 외무장관 투르시 후작(Marquis de Torcy)를 보내 헤이그에서 동맹군의 사령관들을 만나게 하였다. 루이 14세는 그에게 이탈리아의 나폴리 왕국을 제외한 다른 모든 영토를 동맹에게 양도하고, 스페인을 포기하는 데 동의했다. 게다가 그는 스페인에서 추방당한 펠리페 5세를 지원할 자금을 준비했다. 그러나 동맹군은 굴욕적인 조건을 제시했다. 그들은 루이 14세에게 프랑스군을 투입해 그의 손자를 폐위하라고 요구하였다. 이러한 제안을 거절하고 루이 14세는 끝까지 싸울 것을 선택했다. 그는 수천의 새로운 군대를 모집하기 위해 프랑스의 국민들에게 간청했다.
1709년 동맹군은 세 루트로 프랑스에 대한 공격을 시도했다. 그러나 두 방향은 단순히 견제를 하기 위한 움직임이었기 때문에 규모가 작았다. 가장 심각한 위협은 말버러 공작과 외젠 공작이 파리를 향해 출진시킨 군대였다. 그들은 빌라르 공작 휘하의 프랑스군과 말플라크 전투에서 마주쳤다. 비록 동맹군은 프랑스군을 격파하였지만, 그들은 프랑스군이 겨우 1만 정도의 피해를 입었음에 반해 2만이 넘는 병사를 잃었다. 동맹군은 몽스를 점령하였으나, 그들의 승리를 이어갈 수 없었다. 이 전투는 전쟁의 전환점으로 여겨진다. 동맹군은 비록 승리했음에도 불구하고 엄청난 사상자로 인해 프랑스를 계속 공격할 수 없었다.

## 최종 단계: 1710년-1714년

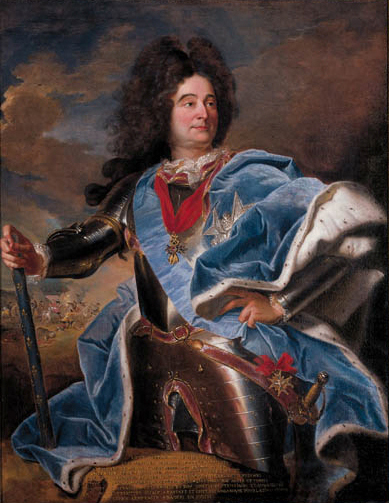
빌라르 원수 (1653–1734). 그는 스페인 왕위 계승 전쟁에서 프랑스를 불행에서 구해냈다. 빌라르는 루이 14세의 가장 훌륭한 군사 사령관이었다.

1710년 동맹군은 스페인에서 최종적인 전역을 벌였으나, 어떤 시도도 다 실패했다. 제임스 스태너프(James Stanhope)의 군대는 카를 대공과 함께 마드리드에 도착했으나, 적들의 원군이 프랑스로부터 도착했을 때 브리우에가에서 항복할 수밖에 없었다. 이러는 와중에 동맹군은 약화되어 가고 있었다. 영국(스코틀랜드와 잉글랜드사이의 합병으로 영국이 성립된 것이 3년 전의 일이고, 동맹의 참여 국가는 이전의 잉글랜드로 되어 있었다.)에서 말버러 공작의 강한 정치력 영향력은 줄어들어 갔는데, 왜냐하면 그가 권력을 가질 수 있었던 근원인 여왕과 그의 아내 사이의 우정이 끝나, 앤 여왕(Queen Anne)은 말버러 공작부인 사라 처칠(Sarah Churchill, Duchess of Marlborough)을 그녀의 관원에서 해고하고, 궁정에서 쫓아내버렸기 때문이다. 게다가 전쟁을 지원하던 휘그당이 정권을 잃고 토리당이 정권을 잡아 평화절차를 밟기 시작했다.
1711년 카를 대공이 그의 형 요제프 1세의 갑작스러운 죽음에 따라 신성로마제국 황제 카를 6세로 즉위했다. 이 상황에서 오스트리아의 결정적인 승리는 프랑스의 승리가 그러하듯, 유럽의 힘의 균형을 뒤엎어버릴 우려가 있었다. 말버러 공작은 네 플레스 울트라 방어선(Lines of Ne Plus Ultra)을 돌파하고 부섕을 함락함으로써 빌라르에게 전략적인 승리를 거두었으나, 이해 말 영국으로 소환되어 오먼드 공작(Duke of Ormonde)에게 지휘권을 넘겨야 했다.
헨리 St 존(Henry St John) 내각이 이끌던 영국은 네덜란드와 오스트리아를 그들의 협상에서 제외하고 비밀리에 투르시 후작과 교섭하기 시작하였다. 오먼드 공작은 영국군을 이끌고 전투에 참여하는 데 거절했으며, 이에 따라 빌라르 원수 휘하의 프랑스군은 1712년 드냉 전투에서 실지를 회복하는 데 성공하였다.
영국과 네덜란드는 위트레흐트 조약이 1713년에 체결되자 프랑스와 싸우는 것을 멈추었다. 1705년부터 스페인의 왕위를 주장하던 카를 대공과 동맹군의 지원을 받던 바르셀로나는 1714년 9월 11일 긴 공성전 끝에 최종적으로 항복하여 스페인에서의 전쟁은 종결되었다. 오늘날 이 날자는 카탈루냐의 국경일로 기억되고 있다. 프랑스와 오스트리아의 적대관계는 라슈타트 조약과 바덴 조약이(Treaties of Rastatt and Baden) 체결된 1714년까지 계속되었고, 이 조약이 체결되어 두 나라의 적대행위가 종결되자, 비로소 스페인 왕위 계승 전쟁이 종결되었다. 스페인은 좀 더 늦게 평화조약을 조인했는데, 오스트리아와의 싸움은 4국 동맹 전쟁 (1718년)(War of the Quadruple Alliance)에서 열강들에게 패한 후 1720년에 공식적으로 끝났다.

## 영향

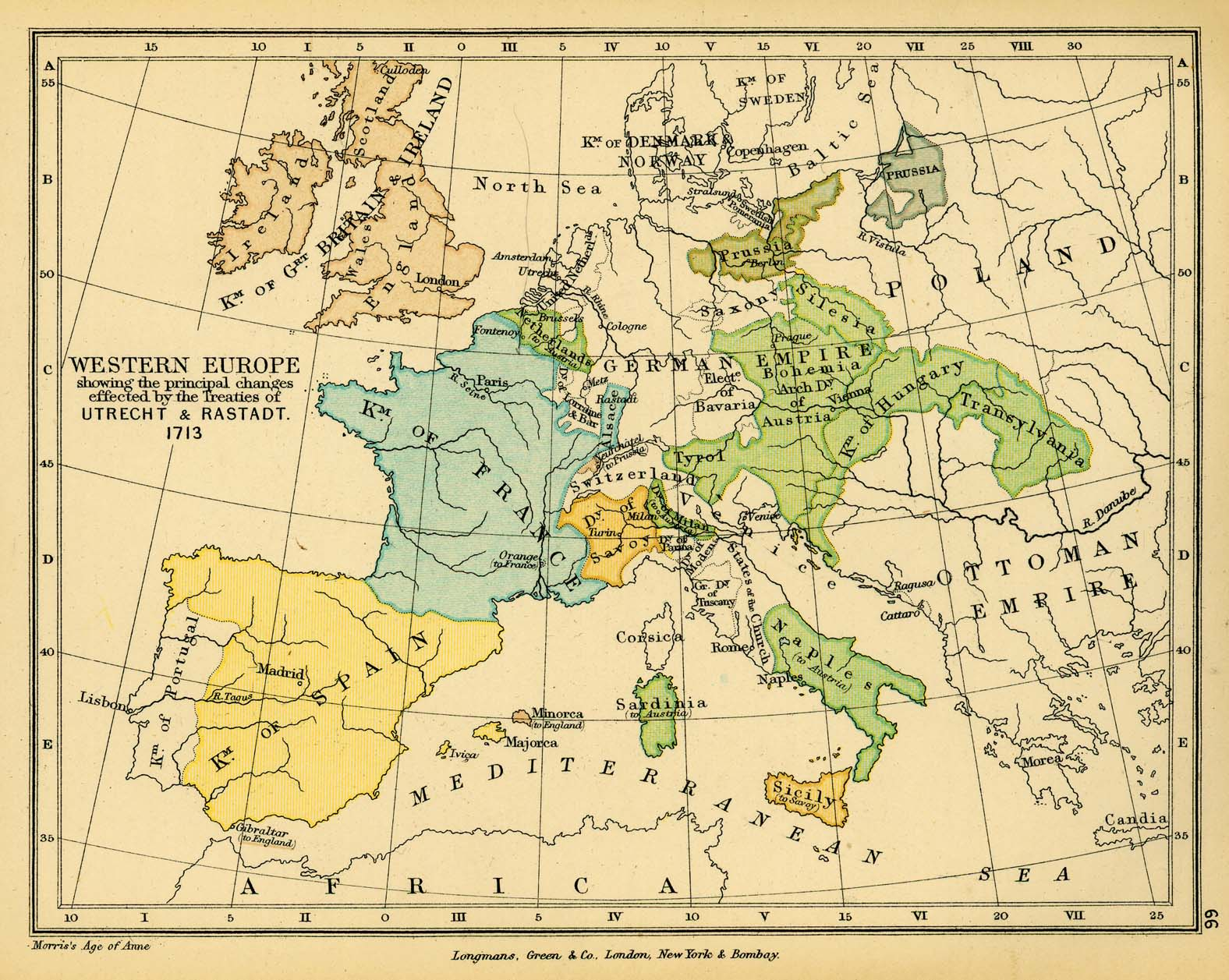
위트레흐트 조약과 라슈타트 조약 이후에 그려진 서유럽의 국경지도.

위트레흐트의 평화아래 필리프는 스페인의 펠리페 5세로 즉위하였으나, 그의 가문은 프랑스의 왕위 계승권을 박탈당하였고, 이로 인해 프랑스와 스페인의 왕위가 한명에게 계승되는 위협은 사라졌다.(비록 프랑스인들은 이러한 계승 포기가 불법적이라고 생각하긴 했지만) 그는 스페인의 해외 영토를 획득했지만, 스페인령 네덜란드, 나폴리, 밀라노, 사르데냐를 오스트리아에게 양도하고, 시칠리아와 밀라노의 일부를 사보이아에게, 그리고 지브롤터와 미노르카를 영국에게 주어야만 했다. 게다가, 그는 30년간 소위 아시엔토(asiento)라 불린 스페인령 아메리카에서의 독점적인 노예 무역권을 영국에게 양도해야만 했다.
그의 왕국을 통합하기 위해 필리프는 누에바 플란타 법령(Nueva Planta decrees)를 발행하여 전쟁중에 카를 대공을 지지하고, 왕조의 통합을 느슨하게 하며 독자적인 정부기관을 유지하기까지 했으며 아라곤 연합 왕국까지 만들어낸 지방의 자율적인 자치를 종결시키고자 하였다. 반면에 나바라 왕국이나 바스크 방처럼 국왕을 도와 합스부르크의 카를 대공에 대항하여 싸운 지방은 그들의 자치권을 잃지도 않았고, 그들의 전통적인 지역법과 관청들을 유지할 수 있었다.
유럽에서의 프랑스 영토는 별 변동이 없었다. 기고만장한 신성로마제국은 프랑스의 영토를 17세기 중반의 영토로 축소하여 라인강이나, 저지대에서의 프랑스 세력을 몰아내고자 하였으나 모두 실패하였다. 프랑스는 영국의 왕위를 노리는 스튜어트 왕가에 대한 지원을 하지 않는 데 동의하였고, 대신에 앤 여왕은 정당한 왕으로 인정하였다. 프랑스는 북아메리카의 다양한 식민지 영토를 잃었다. 루퍼츠랜드와 뉴펀들랜드에 대한 영국의 종주권을 인정하였고, 세인트키츠섬의 반과 아르카디아를 양도하였다. 네덜란드는 스페인령 네덜란드의 많은 항구를 손에 넣었으며, 스페인령 헬데를란트를 합병하는 것이 허가되었다.
위트레흐트의 평화아래, 17세기에 주도적이었던 프랑스의 헤게모니를 억제하려는 전쟁은 당분간 사라지게 되었다. 부르봉 왕가의 프랑스와 스페인은 계속적으로 동맹자로 남았지만, 이탈리아와 저지대의 영토를 상실하여 많은 힘을 잃은 스페인은 대륙의 정계에서 이류국가가 되어 버렸다.

## 참고 문헌
- (영어) Chandler, David G. Marlborough as Military Commander. Spellmount Ltd, (2003). ISBN 1-86227-195-X
- (영어) Frey, Linda and Marsha. The Treaties of the War of the Spanish Succession: An Historical and Critical Dictionary Greenwood (1995).
- (영어) Hattendorf, John B. England in the War of the Spanish Succession: A Study of the English View and Conduct of Grand Strategy, 1702–1712. Garland (1987).
- (영어) Jongste, Jan A.F. de, and Augustuus J. Veenendaal, Jr. Anthonie Heinsius and The Dutch Republic 1688–1720: Politics, War, and Finance. Institute of Netherlands History (2002).
- (영어) Lynn, John A. The Wars of Louis XIV: 1667–1714. Longman, (1999). ISBN 0-582-05629-2
- (영어) McKay, Derek & Scott, H. M. The Rise of the Great Powers 1648–1815. Longman, (1984). ISBN 0-582-48554-1
- (영어) Ostwald, Jamel. Vauban under Siege: Engineering Efficiency and Martial Vigor in the War of the Spanish Succession. Brill (2007).
- (영어) Symcox, Geoffrey. War, Diplomacy, and Imperialism: 1618–1763. Harper & Row, (1973). ISBN 0-06-139500-5
- (영어) Tombs, Robert and Isabelle. That Sweet Enemy: The French and the British from the Sun King to the Present. London: William Heinemann, 2006.
- (영어) Veenendaal, A. J., Briefwisselling van Anthonie Heinsius, 1702–1720. 19 volumes. Instituut voor Nederlandse Geschiedenis (1976–2001).
- (영어) Wolf, John B. The Emergence of the Great Powers: 1685–1715. Harper & Row, (1962). ISBN 0061397509 {{isbn}}의 변수 오류: 유효하지 않은 ISBN.

- (일본어) 友清理士『スペイン継承戦争 マールバラ公戦記とイギリス・ハノーヴァー朝誕生史』（彩流社、2007年） ISBN 978-4-7791-1239-3